# Leo Rudolf Raubal
Leo Rudolf Raubal (2 de octubre de 1906 – 18 de agosto de 1977) fue un profesor, soldado y administrador austriaco. Era hijo de Leo Raubal (Sr.) y su esposa Angela (medio-hermana de Adolf Hitler), razón por la cual era sobrino del líder nazi.
Leo Raubal Jr. trabajó en Salzburgo como profesor de química. Visitó a su madre de forma esporádica, mientras ella estaba viviendo en Berchtesgaden. Según William Patrick Hitler, a Leo no le agradaba su tío Adolf y lo culpó por la muerte de su hermana Geli. Esto no se puede confirmar debido a que (según el historiador Werner Maser) Leo dijo en 1967 que Hitler era «absolutamente inocente». Leo Raubal era, al igual que su primo más joven, Heinz Hitler, un «sobrino favorito del führer», ya que a Hitler le gustaba pasar tiempo con él.
Antes de la guerra se convirtió en el director de una fábrica de acero en Linz. En octubre de 1939, fue reclutado por la Luftwaffe y fue teniente en el cuerpo de ingenieros. Él era muy parecido a su tío Adolf Hitler, por lo que a veces se desempeñó como doble de Hitler durante la guerra.
Fue herido en enero de 1943 durante la Batalla de Stalingrado, y Friedrich Paulus pidió a Hitler un avión para evacuar Raubal a Alemania. Hitler se negó y Raubal fue capturado por los soviéticos el 31 de enero de 1943. Hitler dio la orden de revisar la posibilidad de un intercambio de prisioneros con los soviéticos con el hijo de Iósif Stalin, Yakov Dzhugashvili, quien estaba en cautiverio alemán desde el 16 de julio de 1941. Stalin, que no era muy cercano a Yakov, se negó al cambio, ya fuera para Raubal o para Friedrich Paulus, y declaró: «la guerra es la guerra».
Raubal fue encarcelado en una prisión de Moscú y fue liberado por los soviéticos el 28 de septiembre de 1955, regresando a Austria. Vivió y trabajó en Linz como profesor. Murió durante unas vacaciones en España. Fue enterrado el 7 de septiembre de 1977 en Linz. Leo Raubal Jr. tuvo un hijo, Peter (nacido en 1931) quien es (junto con el hijo de la hermana de Raubal, Elfriede Raubal, Heiner Hochegger, y los tres hijos de William Patrick Hitler), el pariente vivo más cercano a Adolf Hitler. Peter Raubal es un ingeniero retirado que vive en Linz, Austria.